# Премия имени И. Г. Петровского
Премия имени И. Г. Петровского — именная премия Российской академии наук, присуждается с 1995 года за выдающиеся результаты в области математики. Названа в честь Ивана Георгиевича Петровского.
Вручается за отдельные лучшие научные работы, а также за серии научных работ в области математики. Присуждение производится от имени Российской академии наук Президиумом РАН на основании результатов конкурсов, объявляемых Президиумом РАН.

## Список лауреатов
На начало 2021 года награда была вручена следующим учёным:
- 1992 — Вишик, Марко Иосифович — за цикл работ «Дифференциальные уравнения с частными производными и их приложения»
- 1995 — Олейник, Ольга Арсеньевна и Ильин, Арлен Михайлович — за цикл работ «Асимптотические методы в математической физике»
- 1998 — Кондратьев, Владимир Александрович и Егоров, Юрий Владимирович — за цикл работ «Исследование спектра эллиптических операторов»
- 2001 — Гущин, Анатолий Константинович и Михайлов, Валентин Петрович — за цикл работ «Граничные свойства решений эллиптических уравнений и их приложения»
- 2007 — Рябенький, Виктор Соломонович — за монографию «Метод разностных потенциалов и его приложения»
- 2016 — Скубачевский, Александр Леонидович — за цикл работ «Неклассические краевые задачи»
- 2019 — Васильев, Виктор Анатольевич — за цикл работ «Лакуны гиперболических операторов и ветвление интегралов»